# Serben und Montenegriner in Albanien

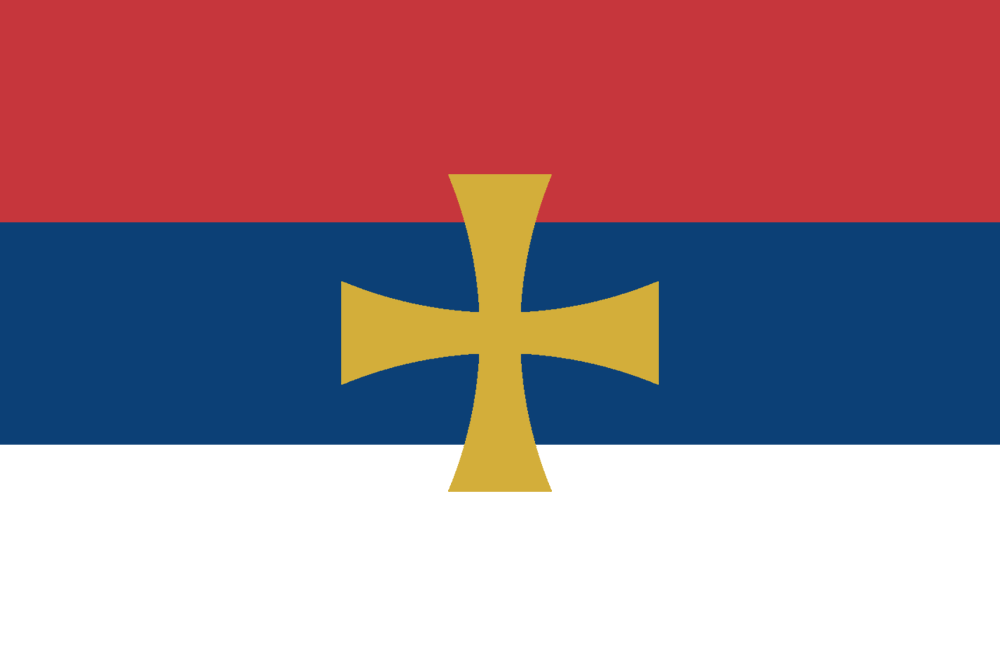
Von der Morača-Rozafa-Organisation vorgeschlagene Minderheitenflagge für die Serben und Montenegriner in Albanien

Serben und Montenegriner sind eine kleine Minderheit in Albanien. Unterschiede zwischen der serbischen und montenegrinischen Ethnie sind graduell, sodass beide Gruppen bisweilen als serbo-montenegrinisch zusammengefasst werden.
Durch eine repressive Assimilationspolitik während der kommunistischen Diktatur unter Enver Hoxha an die albanische Mehrheitsbevölkerung ist die Zahl derjeniger, die sich als Serben oder Montenegriner bekennen, geschrumpft. Während bei der albanischen Volkszählung von 1928 noch 65.000 Serben und Montenegriner ermittelt wurden (mit 7,83 % die größte Minderheit im Land), wurden bei der Volkszählung von 2023 nur noch 511 Montenegriner und 584 Serben erfasst.

## Gegenwart

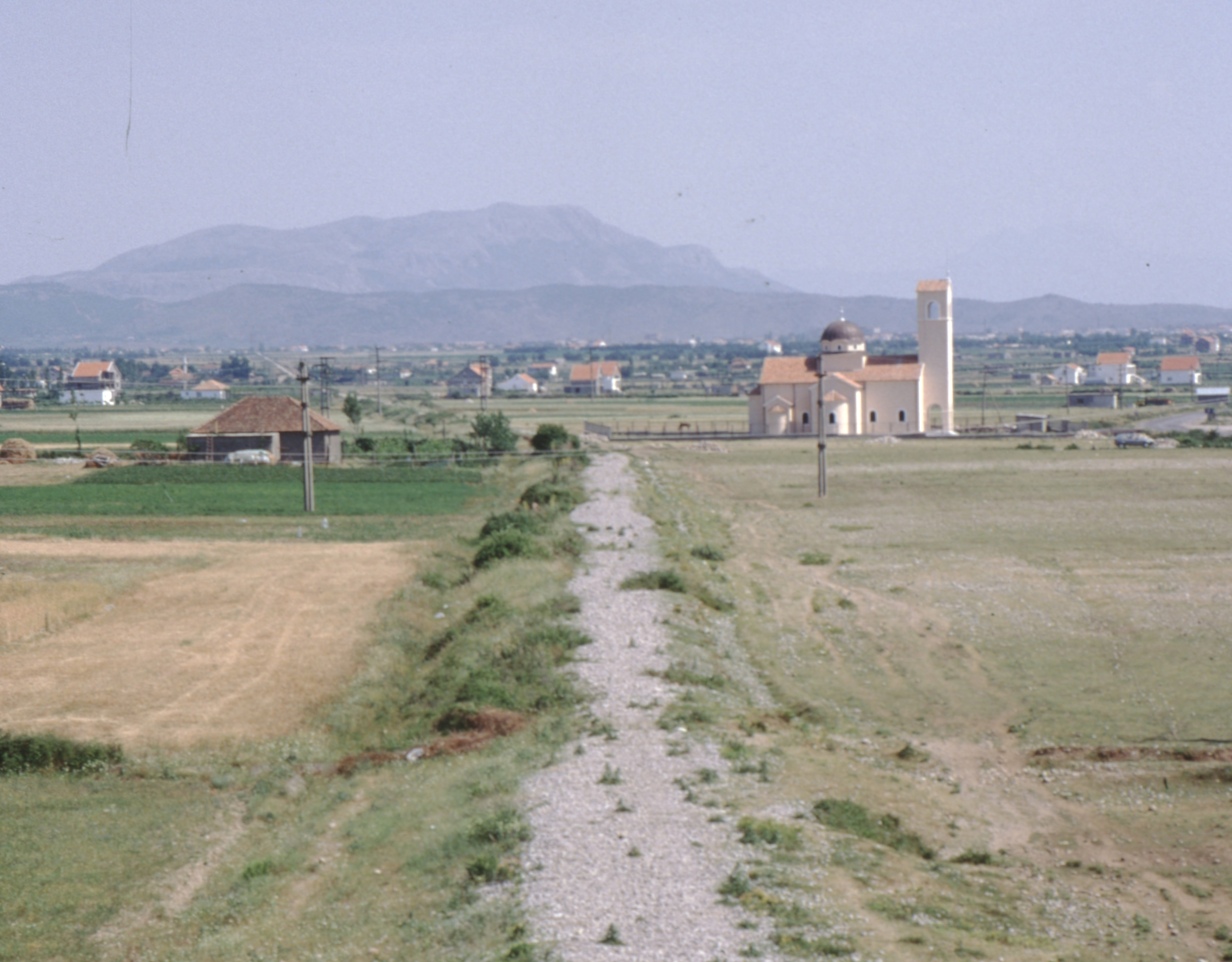
Orthodoxe Kirche von Vraka (1999)

Als anerkannte ethnische Minderheit haben die Montenegriner gemäß Art. 20 der Verfassung Albaniens gleiche Menschenrechte, insbesondere was Unterricht, Sprache, Kultur und Religion anbelangt. Die Serben und Bosniaken sind hingegen nicht als ethnische Minderheit anerkannt. Entgegen Wünsche der Minderheit wurde bis jetzt in der Region Shkodra keine serbische Schule eröffnet, da der albanische Staat von einer zu geringen Schülerzahl ausgeht.
Heute gibt es in Albanien den serbisch-orthodoxen Kulturverein Sveti Jovan Vladimir („Heiliger Jovan Vladimir“), der im engen Kontakt mit der Montenegrinischen Metropolit steht und sich für die Minderheitsrechete in Albanien einsetzt, vor allem für die Pflege der eigenen Sprache, Religion und Kultur und der Rückumbenennung der albanisierten Vor- und Nachnamen. Daneben gibt es eine enge Zusammenarbeit zwischen Omonia, einer Vereinigung der in Albanien lebenden griechischen Minderheit, und den Serben Albaniens.
In Vraka nördilch von Shkodra steht eine serbisch-orthodoxe Kirche direkt an der SH1.

## Geschichte

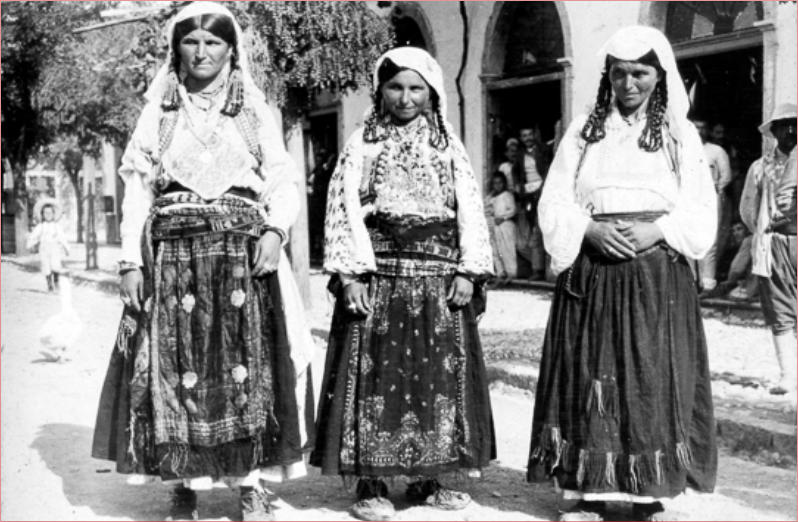
Frauen aus Vraka 1913 in Shkodra

Erste slawische Stämme wanderten bereits im 6. und 7. Jahrhundert im Zuge der Landnahme der Slawen auf dem Balkan in die Gebiete des heutigen Albanien ein. Zahlreiche Ortsnamen in Albanien haben slawische Wurzeln.
Gemäß dem byzantinischen Kaiser Konstantin VII. lebten Serben in den oströmischen Provinzen Dalmatia, Praevalitana and Moesia. Eine slawisch-albanische Symbiose im Prokletije existierte bereits im Mittelalter, viele albanische und slawische Familien führen ihre Herkunft auf die gleichen Familien zurück. Während des serbischen Reiches unter Stefan Uroš IV. Dušan war ganz Albanien, auch der Epirus, eine kurze Zeit lang serbisch beherrscht.
Laut dem osmanischen Register Tahrir defterleri aus dem Jahre 1528 lebten im Sandschak İşkodra (Shkodra), der auch das Vilâyet Montenegro umfasste, rund 81.700 Menschen mit serbisch(-orthodox)em Namen und im Sandschak Dıraç (Durrës) 8600. Nach geläufigen Angaben ist die serbo-montenegrinische Sprachinsel Vraka nördlich von Shkodra Mitte des 18. Jahrhunderts von Zuwanderern aus Montenegro gegründet worden.
1828 erlaubten die Osmanen die Eröffnung einer serbischsprachigen Schule in Shkodra. Im Ersten Balkankrieg, als Montenegro für ein paar Monate Shkodra einnahm, fielen 10.000 Serben und Montenegriner in und um Shkodra, hauptsächlich rund um die Burg von Shkodra, dem Hügel Bardhanjoret und auf dem Tarabosh. Der albanische Diktator Enver Hoxha ordnete die Zerstörung der serbischen Friedhöfe und zweier serbischer Gotteshäuser an, nachdem 1967 jegliche Religionsausübung verboten worden war. Seitdem erinnert kaum etwas an die Gräber, jedoch wurde 2008 eine Initiative gestartet, dort eine Gedenktafel zu platzieren, bisher ohne Erfolg.
Das Königreich Jugoslawien eröffnete 1923 und 1924 mehrere Privatschulen, eine in Vraka mit 72 Schülern und drei in Shkodra. Es existierte auch ein ethnisch serbischer Fußballverein und zwei Jugendorganisationen (Guslar und Obilić) in Shkodra. Die Gründung der autokephalen orthodoxen Kirche Albaniens 1929 schwächte die Serben im Land. Die 14 noch betriebenen Kirchen und Klöster wurden nach und nach geschlossen. 1934 wurde die serbische Schule in Vraka geschlossen.
Die rund 2000 Montenegriner aus Nordwestalbanien haben das Land nach dem Zusammenbruch des Kommunismus praktisch vollzählig verlassen. Einige Hundert kehrten in der Folge wieder zurück.

## Siedlungsgebiete und Anzahl
Die albanische Volkszählung von 1989 bezeichnete die Zahl der Serben und Montenegriner im Land mit genau 100, während bei der Volkszählung 1928 noch 65.000 ermittelt worden waren. Bei der Volksbefragung 2023 bezeichneten sich 1095 Personen als Serben oder Montenegriner. 2011 gaben lediglich 66 Serbokroatisch als Muttersprache an. Das albanische Helsinki-Komitee schätzt, dass 2000 Serbo-Montenegriner in Albanien leben, vom serbisch-montenegrinischen Interessensverein „Morača-Rozafa“ in Shkodra hingegen wird die Größe der Minderheit auf 30.000 geschätzt.
Die Minderheit war traditionell vor allem in Dörfern gleich nördlich von Shkodra (serb./montenegr. Скадар/Skadar) in der Region Vraka (Врака) mit den Ortschaften Boriç i vogël (Мали Борич/Mali Borič), Boriç i madh (Велики Борич/Veliki Borič), Grila (Гриљ/Grilj), Omaraj (Омара/Omara) und Rrash-Kullaj (Раш/Raš) beheimatet. Serben respektive Montenegriner leben oder lebten gemäß einem Zeitungsartikel von 2003 auch in folgenden Ortschaften im näheren und weiteren Umland von Shkodra: Brodica, Bardosh, Grishaj, Koplik, Puka, Vafa, Kamenica, Shtoj i vjetër, Shtoj i ri, Dobraç, Golem, Mushan und Bushat. Mehrere hundert Familien lebten auch in Durrës und der Hauptstadt Tirana, zudem gab es Gemeinden in Elbasan und Korça.
Bei Fier lebten vor allem in den Ortschaften Rreth-Libofsha (serb./montenegr. Ретли Боуша/Retli Bouša) und Hamil Serben orthodoxen Glaubens, nach eigenen Quellen etwa 2000 Personen. Dort gibt es auch den serbischen Kulturverein Jedinstvo („Die Enigkeit“). Andere serbische Bewohner dieser Region sagen, sie seien ursprünglich aus Novi Pazar und muslimischen Glaubens. In den Dörfern Libofsha und Hamil im Kreis Fier wurden 2010 respektive 2014 serbische Schulen eröffnet. Von serbischer Seite wurde die Größe der Minderheit bei dieser Gelegenheit mit 20.000 Personen angegeben. Weitere Serben wohnen in Berat. In den Regionen Fier und Berat gab kaum eine oder gar keine Person an, montenegrinischen Ursprungs zu sein oder Serbokroatisch zu sprechen.
Die regionale Verteilung gemäß Volkszählung bestätigt die früheren Angaben nicht wirklich. Von den knapp 1100 Serben und Montenegrinern lebt ein Drittel in Tirana:
| Qark        | Montenegriner | Serben | Anteil |
| ----------- | ------------- | ------ | ------ |
| Berat       | 14            | 17     | 3 %    |
| Dibra       | 18            | 18     | 3 %    |
| Durrës      | 44            | 45     | 8 %    |
| Elbasan     | 23            | 40     | 6 %    |
| Fier        | 43            | 88     | 12 %   |
| Gjirokastra | 12            | 21     | 3 %    |
| Korça       | 19            | 33     | 5 %    |
| Kukës       | 8             | 19     | 2 %    |
| Lezha       | 23            | 26     | 4 %    |
| Shkodra     | 106           | 54     | 15 %   |
| Tirana      | 164           | 184    | 32 %   |
| Vlora       | 37            | 39     | 7 %    |
| Gesamt      | 511           | 584    | 100 %  |

Die Njësite administrative Gruemira und Rrethinat im Norden von Shkodra, wo die meisten Montenegriner früher lebten, haben von 2011 bis 2023 je einen Viertel der Einwohner verloren.

## Persönlichkeiten
- Georg Berowitsch (1845–1925), osmanischer Beamter, geboren in Shkodra
- Nada Matić (* 1984), serbische Para-Tischtennisspielerin, geboren in Shkodra
- Millosh Gjergj „Migjeni“ Nikolla (1911–1938), albanischer Schriftsteller
- Nikola Vulić (1872–1945), serbischer Geschichtswissenschaftler, klassischer Philologe und Archäologe, geboren in Shkodra